# Prügy
Prügy é um município da Hungria, situado no condado de Borsod-Abaúj-Zemplén. Tem 31,39 km² de área e sua população em 2015 foi estimada em 2.492 habitantes.